# Argumentum ad consequentiam
L’argument par la conséquence, en latin : argumentum ad consequentiam, est un raisonnement fallacieux. Il consiste à déduire une conclusion (en général une croyance) à partir d'une conséquence, positive ou négative, de la croyance à prouver.
Cette erreur vient du fait que l'on refuse d'admettre les conséquences désagréables d'une proposition, même si elle est vraie. Ou à l'inverse qu'on est tenté d'accepter les conséquences agréables d'une proposition fausse. Mais les conséquences agréables ou désagréables ne constituent pas une preuve.

## Exemples
- « La gravité n'existe pas : si elle n'existe pas, alors de très nombreuses personnes travaillent pour rien ! » Ou « Dieu doit exister : s'il n'existe pas, alors de très nombreuses personnes prient pour rien ! »

Analyse de cette dernière affirmation."
- Soient les deux propositions suivantes :

Proposition A : « Dieu n'existe pas. » Proposition B : « Les croyants prient pour rien. »
- Voir aussi les deux propositions suivantes :

Proposition A : « La gravité n'existe pas. » Proposition B : « Les scientifiques travaillent pour rien. »
- Si A est vrai, alors B est vrai aussi. B est donc la conséquence d'A. Mais B est désagréable (surtout du point de vue d'un croyant ou d'un scientifique). On est donc tenté d'en déduire le contraire de la proposition A, autrement dit que « Dieu » existe pour la première proposition, ou la « Gravité » pour la seconde proposition. Mais il faut se méfier de cette tentation.

#### Sous-catégorie
L'argumentum ad baculum est un cas spécial de l'argument par la conséquence.

#### Erreurs voisines
- argument ad hominem circonstanciel ;
- l'appel à la terreur ;
- La raison des émotions

#### Divers
- Spéculation (philosophie)